# Bad Waltersdorf
Bad Waltersdorf là một đô thị thuộc huyện Hartberg thuộc bang Steiermark, nước Áo. Đô thị Bad Waltersdorf có diện tích 31,84kilômét vuông, dân số thời điểm cuối năm 2005 là 2085 người.